# Anne Marie Lie
Anne Marie Lie (* 2. August 1945 in Kopenhagen; † 1. Mai 1989 in Rødovre) war eine dänische Schriftstellerin und Schauspielerin.

## Leben
Anne Marie Lie wuchs in Kopenhagen auf. Sie war Mitglied bei den Zeugen Jehovas, wo sie mit 18 Jahren aber austrat. Lie studierte Journalismus und war einige Zeit lang als Fotomodell tätig. Sie veröffentlichte in Dänemark mehrere Romane und Sachbücher. Als Schauspielerin trat sie zwischen 1965 und 1973 in mehreren Filmen auf, darunter auch in dem Agenten-Film Kaliber 7,65 – Diebesgrüße aus Kopenhagen.
Vom 31. Oktober 1970 bis zum Jahr 1975 war Anne Marie Lie mit dem Schauspieler Preben Kaas verheiratet. Aus der Ehe ging der Sohn Nikolaj Lie Kaas (* 1973) hervor, welcher später auch Schauspieler wurde.
Anne Marie Lie starb am 1. Mai 1989 im Alter von 43 Jahren durch Suizid.

## Filmografie
- 1965: Kaliber 7,65 – Diebesgrüße aus Kopenhagen (Slå først, Frede!)
- 1966: Slap af, Frede!
- 1971: Hvor er liget Møller?
- 1973: På'en igen Amalie

## Werke
- 1979: Fløde 2
- 1980: Brud(e)stykker
- 1982: Filemon og Fertille – osse en familie
- 1984: I Lie måde
- 1984: Mor hænger og dingler nede i æbletræet
- 1986: Pas Lie dig selv : ung, smuk og sund i alle aldre